# Robert de Parma
Robert de Parma (Weilburg, Imperi Austrohongarès, 1909 - Viena, Àustria, 1974) fou el cap de la Casa de Borbó-Parma i titular del Ducat de Parma entre 1959 i 1974.

## Orígens familiars
Va néixer el 7 d'agost de 1909 a la ciutat de Weilburg, població situada en aquells moments a l'Imperi Austrohongarès i que avui en dia forma part d'Àustria, sent fill del regent del ducat de Parma Elies de Parma i de la seva esposa Maria Anna de Teschen.
Fou net per línia paterna del duc Robert I de Parma i Maria Pia de Borbó-Dues Sicílies i per línia materna de Frederic d'Àustria i Isabel de Croy.
Fou germà d'Alícia de Borbó-Parma, casada amb Alfons de Borbó-Dues Sicílies.

## Duc titular de Parma
A la mort del seu pare, ocorreguda el juny de 1959, fou nomenat duc titular de Parma i cap de la Casa de Borbó-Parma, ostentant el nom de Robert II de Parma per la branca legitimista de la restauració monàrquica. A la seva mort, ocorreguda el 25 de novembre de 1974 a la ciutat de Viena, i sense descendents fou succeït pel seu oncle Xavier de Parma.